# Megaselia arcuatilinea
Megaselia arcuatilinea är en tvåvingeart som beskrevs av Rudolf Beyer 1959. Megaselia arcuatilinea ingår i släktet Megaselia och familjen puckelflugor. Inga underarter finns listade i Catalogue of Life.